# Comité voor Eenheid en Vooruitgang

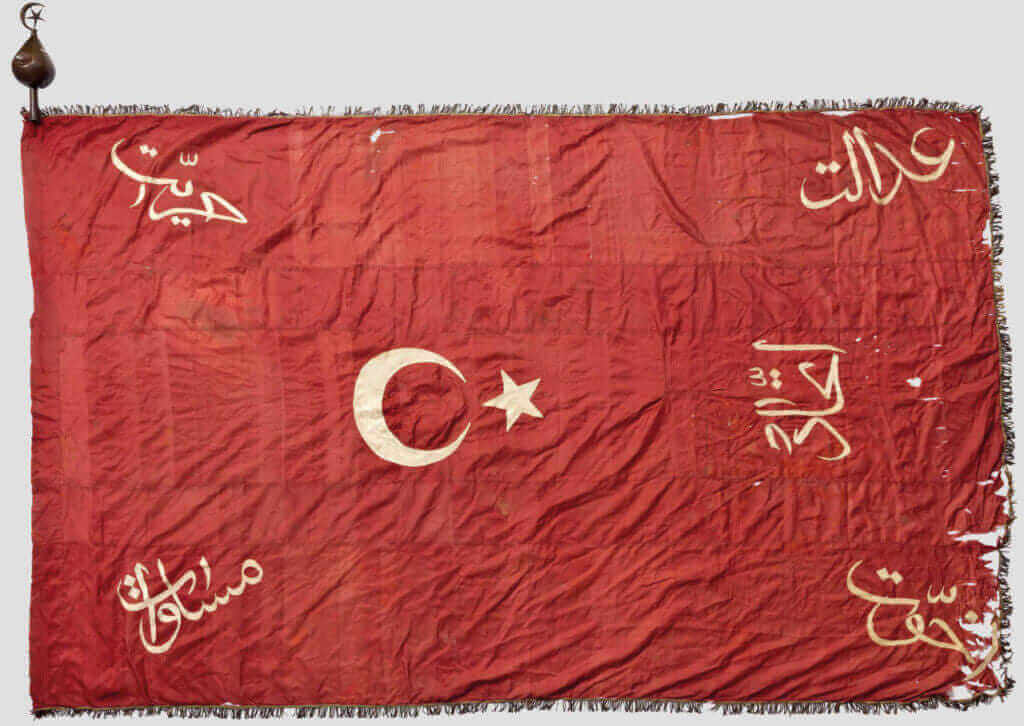
Vlag van Comité voor Eenheid en Vooruitgang

Het Comité voor Eenheid en Vooruitgang (Turks: İttihad ve Terakki Cemiyeti; Ittihad) was een Turkse/Ottomaanse politieke en maatschappelijke organisatie. Ittihad werd in 1899 opgericht en kwam deels voort uit de Vereniging van Jong-Turken. Ittihad werd opgericht door nationalistische Turken die tegen het sultanaat waren, ze streefden naar een revolutie en het herstel van de Turkse grondwet die door sultan Abdulhamid II buitenspel was gezet. De hoofdideologen van Ittihad waren Ziya Gökalp en Talaat Pasja.
De Ittihad-leden werden ook wel de Jonge Turken genoemd, omdat een Turkse Ittihad-delegatie in West-Europa zich presenteerde als we are the Young Turks. 
In 1908 kwam Ittihad via een staatsgreep aan de macht. De grondwet werd hersteld en het Ottomaanse Rijk werd een constitutionele monarchie. Een mislukte poging van sultan Abdulhamid II om zijn positie te verstevigen liep op niets uit. Abdulhamid II werd door Ittihad vervangen door zijn jongere broer, sultan Mehmet V Reşat.
Spoedig werd Ittihad gedomineerd door militairen, zoals Halil Pasja, Enver Pasja, Fethi Bey en Djemal Pasja. Ideologisch gezien was Ittihad een seculiere en nationalistische organisatie die streefde naar harmonie tussen de diverse religies in het Ottomaanse Rijk. Na de staatsgreep van Enver Pasja in januari 1913, werd de koers echter pan-islamitisch en pan-Turks.